# Rostra

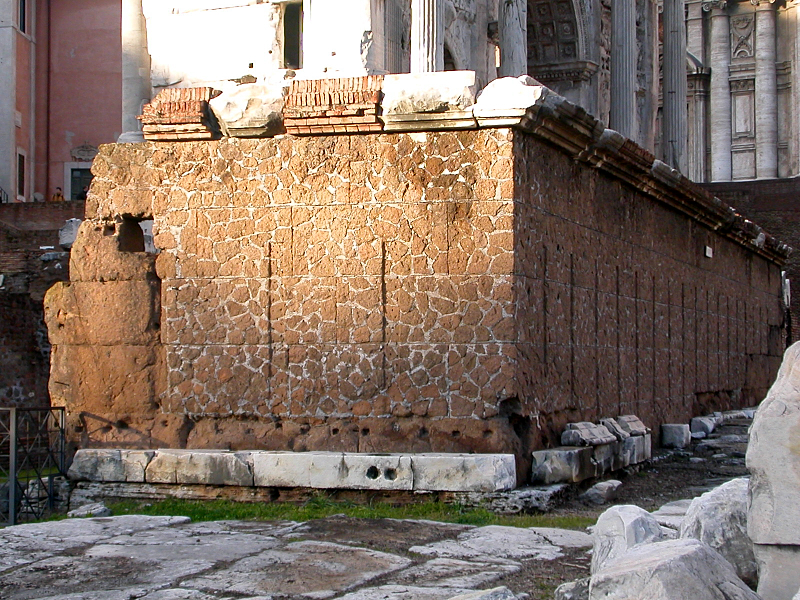
Lämningar av Rostra på Forum Romanum i Rom, delvis rekonstruerade på 1900-talet..

Rostra (pluralis av latinets rostrum som betyder "näbb", eller på skepp "ramm") var namnet på flera talartribuner eller podier på Forum Romanum i antikens Rom från vilken ämbetsmän och senare kejsaren höll tal till folket. Rostran fick sitt namn till följd av den romerska vinsten under slaget vid Actium (dagens Anzio) år 338 f.Kr. under Latinska kriget, då romarna beslagtog sex rostra från latinarnas krigsskepp som de sedan fäste på Rostrans framsida.

## Historia

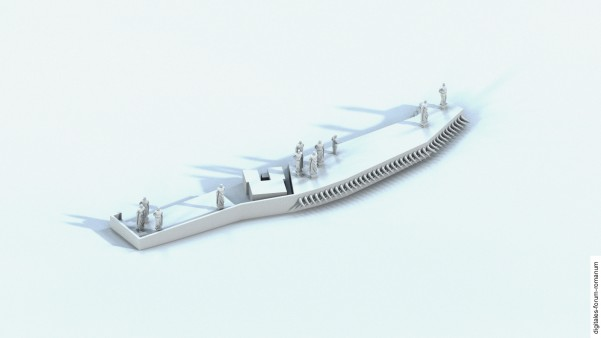
Rekonstruktion av Rostran under 200-talet f.Kr. Forsknings- samt undervisningsprojekt gjort i samarbete mellan ”Winckelmann-Institut av Humboldt-Universität” och ”Excellence Cluster TOPOI”

Plattformen har varit belägen på Forum Romanum sedan 500-talet och användes flitigt under både Romerska republiken och kejsartiden. År 44 f.Kr. flyttades rostran västerut på Forum på grund av de ombyggnader som skedde vid Comitium på den här tiden. Under republikansk tid var rostran belägen vid Comitium, platsen där folkförsamlingen samlades. Även Curia Hostilia, senatens mötesplats angränsade hit men hur exakt dessa byggnader låg i förhållande till varandra eller vilken form Comitium hade är en omdiskuterad fråga.
Hur talartribunens upphöjda plattform har sett ut har varierat under olika perioder. Under år 44 f.Kr. tros den ha varit svagt bågformad med en skulptur på varje kortsida och en framsida prydd med rammar från erövrade skepp och som Rom hade fått i form av krigsbyte. Under Augustus tid byggdes podiet ut och fick en rak framsida istället för rundad. Den största förändringen tros dock ha skett under 200-talet e.Kr. då podiet försågs med fristående kolonner dekorerade med skulpturer högst upp. Rammarna på framsidan blev successivt fler i samband med att romarna vann fler sjöslag, exempelvis lät Octavianus utvidga mängden rammar på framsidan av rostran följt slaget vid Actium. Under Septimius Severus tid gjordes mer betydande förändringar på Rostrans plattform, förmodligen i samband med uppförandet av Septimius Severusbågen norr om Rostra i form av ett monument som skulle ha täckt hela plattformens längd.

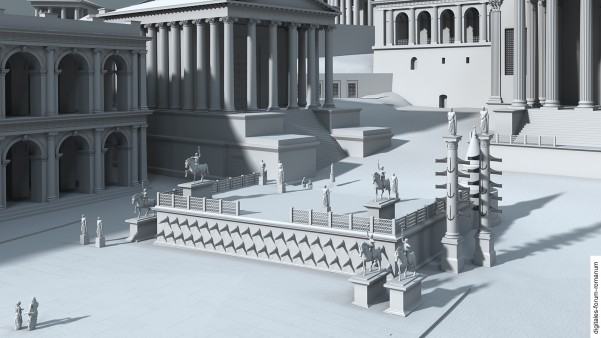
Rekonstruktion av den s.k. ”Rostra Augusta”, 29 f.Kr. Påbörjad 44 f.Kr. av Julius Caesar, då under namnet ”Rostra Caesaris”.

Även de senare rostra fortsatte kallas vid dessa namn. Den republikanska rostran började kallas Rostra Vetera ("äldre Rostra") under kejsartiden för att skilja den från senare plattformar. Senare Rostra fick ett eponymt tillnamn, ofta associerat till de personerna som lät bygga dem. En del av Caesars omformning av Forum Romanum var att bygga en ny Rostra på den västra delen av forumet. Denna rostran blev färdigställd under Caesars arvinge Augustus och fick då namnet Rostra Augusta
Hålen på framsidan av det nya podiet antas ha varit till för att fästa rammarna. Talarpodiet har en rak framsida, medan baksidan bildar en kurva, som avspeglar formen på det tidigare podiet, vars ena sida följde Comitiums eventuella rundning. Rostra Augusta fick ytterligare tillägg runt 470 e.Kr. då en vinge i nordvästlig riktning byggdes till som ett minnesmärke över segrarna till sjöss mot Vandalerna.
Det som nu kan ses på platsen är till stor del en modern rekonstruktion.

## Funktion
Rostran, som en talartribun, var en plats där magistrater och andra innehavare av viktiga ämbeten i antikens Rom kunde tilltala folkmassorna. Talen var en betydelsefull del av den romerska politiken och en lyckad politiker var därför tvungen att vara en duktig talare och retoriker. Under tidig- och mellanrepublik hölls de flesta talen vid Rosta med talaren vänd mot Comitium där Folkförsamlingen hölls. Däremot under senrepubliken såg man talarna vända sig om och istället tilltala det större och mer tillgängliga Forum Romanum. Ett exempel på detta var när C. Licinius Crassus vände ryggen mot Curian och talade istället till hela Forum år 145 f.Kr.  Detta kan tolkas som ett sätt att göra politiken mer lättillgänglig genom att nå ut till en större publik eller minska politiska elitens övertag.  Utgår man från att Comitium kunde rymma mellan 5 000 och 6 000 medborgare kunde man nu potentiellt nå ut till 20 000 på torget. Den här nya talformen var användbar för populares, de senatorer som förlitade sig på ett folkligt stöd i stället för elitens. Rostran behöll sin funktion som retorikernas främsta scen för att stärka sina folkliga och politiska ställningar – och i vissa fall även som ett vapen för att få igenom sina politiska agendor.
Under senrepubliken blev Rostran en relativt farlig plats där vissa populares kunde bygga upp sådant folkligt missnöje mot andra politiker att de mer eller mindre inte längre kunde använda talartribunen eller hålla offentliga tal. Ett känt exempel är när folktribunen Tiberius Gracchus fick folkmassan att vända sig mot hans kollega Marcus Octavius som tvingades fly från Rostran för att senare även förlora sitt ämbete genom en omröstning i folkförsamlingen. Utöver det blev det även vanligare att man med hjälp av hantlangare hindrade röstningar eller specifika individer från att hålla tal. Enligt Cicero övernattade vissa på rostran för att kunna försäkra sig en chans att hålla tal – dessa kallade han för ”habitabant in rostris”.
Rostran kunde också användas som en uppvisningsplats där kroppsdelar från politiska motståndare kunde komma att spikas upp under inbördeskrigen. Det mest omnämnda exemplet är Ciceros händer och huvud som Marcus Antonius lät spika upp under det andra triumviratet.
Rostra Augusta förblev under kejsartiden en viktig plats för politiska tal och presentationer, men blev också en plats där de avlidna kejsarna kunde visas upp för folket i samband med begravningstal. Under kejsartiden fick talarplattformen en symbolisk innebörd på grund av dess koppling till idealiseringen av den forna republiken även om den användes primärt av kejsaren.

## En plats för folket?
Inom den historiska och arkeologiska forskningen finns det diskussioner och oenighet gällande vilka som egentligen lyssnade och deltog i talen som hölls vid Rostran. Vissa forskare menar att systemet i sin natur var starkt oligarkiskt och dominerat av den aristokratiska senaten, och att det enbart fanns en liten skara politiskt intresserade lyssnare som hade möjligheter att närvara vid dessa politiska tal. En annan grupp forskare följer till stor del den antika historikern Polybius tes gällande en "blandad konstitution" där folkets makt är betydligt större. Dessa forskare menar att det både fanns ett större intresse bland de lägre skikten för politik samt att de deltog i större antal vid tal och val inom folkförsamlingarna.
Historikern Robert Morstein-Marx lyfter fram contio som ett bra exempel där en stor folkmassa kunde påverka både legislativa beslut och det politiska livet i Rom. Historikern Henrik Mouritsen menar istället att de flesta medborgarna varken hade tid, möjlighet eller intresse att komma till Forum Romanum och Rostra för att delta i diskussioner eller contio. Istället skulle Forum vara en plats för eliten. En tredje röst i diskussionen, som ger stöd åt Mouritsen, är historikern Ramsay MacMullen som i sin artikel How Many Romans Voted? skriver om möjligheten för vanliga medborgare i Rom att delta i politiken vid Forum och Rostra. Han menar att storleken på staden och det politiska spelet förmodligen verkade främmande för den vanliga medborgaren och gjorde det svårare för fattiga att delta på forum.
Historikern Alexander Yakobson har undersökt dessa teser och diskuterar dem i sin artikel The People’s Voice and the Speakers’ Platform: Popular Power, Persuasion and Manipulation in the Roman Forum (2004). Han står mer på Morstein-Marx sida i diskussionen men menar att man måste ta den politiska manipulationen med i beräkningarna när man talar om demokratin som fördes i Rom.  
När den romerska ämbetsmannen vände sig mot folket på Rostran gav han dem möjlighet att påverka politiken då de genom att visa sitt missnöje kunde hindra att reformer ens föreslogs till senaten. Folket kunde på så vis indirekt påverka politiken.  Enligt Yakobsons mening togs folkets vilja på allvar av aristokratin eftersom folkligt missnöje kunde hota aristokratins ställning. Ett sådant exempel är hur Scipio (inte ännu tilldelad titeln Africanus) hotade senaten med att ta stöd av folket om han inte fick igenom sin vilja att invadera Afrika.
Folket hade en svårkontrollerad typ av makt som kunde ta sig uttryck i saker som upplopp och våld, ett exempel är den avsiktliga branden av Curia Hostilia 52 f.Kr. Ytterligare ett exempel var Julius Caesars tid som konsul under det första triumviratet. Efter att alla hans förslag hade blivit förhindrade av hans med konsul Bibulus och Cato den yngre i senaten, blev situationen omvänd när han vände sig till folkförsamlingen.